# 호소카와 나리타쓰

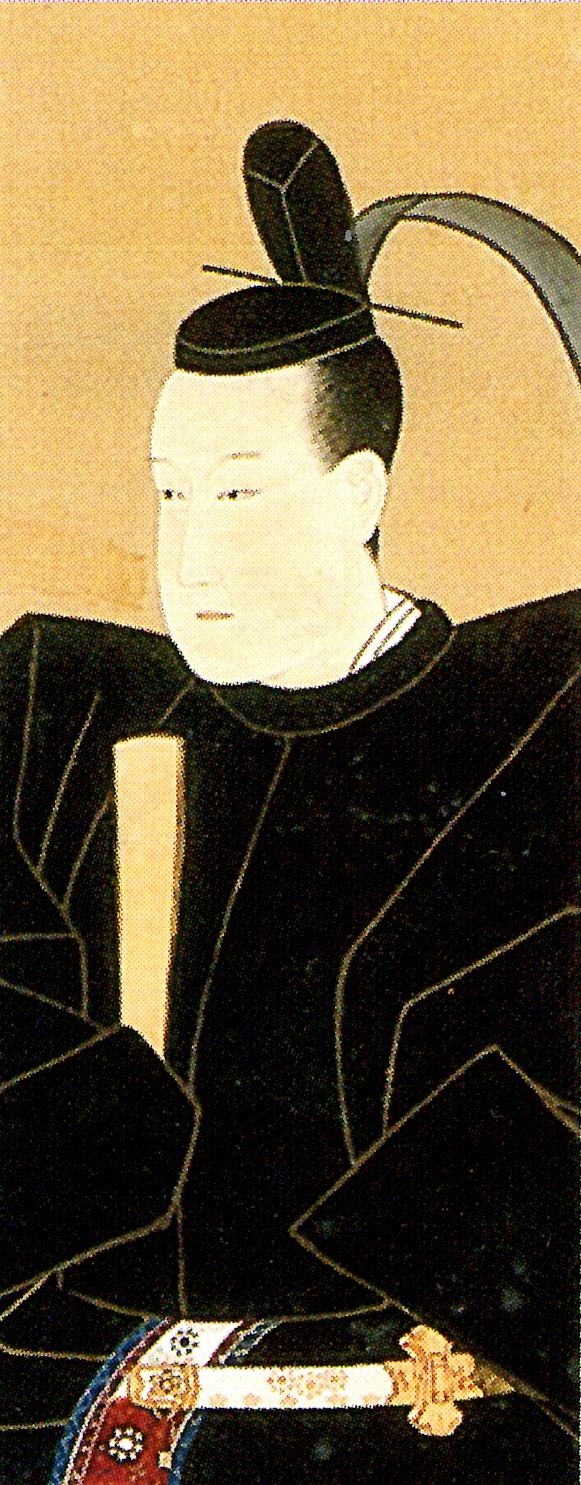
호소카와 나리타쓰(에이세이문고 소장)

호소카와 나리타쓰(일본어: 細川斉樹, 1797년 ~ 1826년)는 히고 구마모토번 제9대 번주를 지냈다. 구마모토번 호소카와가 제10대 당주.
구마모토번 선대 번주 호소카와 나리시게의 삼남으로 태어났다. 아명은 로쿠노스케(六之助)이며 후에 부친 나리시게의 편휘를 받아 시게타쓰(茲樹)로 불렸으며 부친이 은거한 후에는 부친과 맞형 나리아키라처럼 에도 막부 제11대 쇼군 도쿠가와 이에나리의 편휘를 받아 나리타쓰로 개명하였다.
| 전임 호소카와 나리시게 | 제9대 구마모토번 번주 (히고 호소카와가) 1810년 ~ 1826년 | 후임 호소카와 나리모리 |